# 曲芸師たち (オペレッタ)

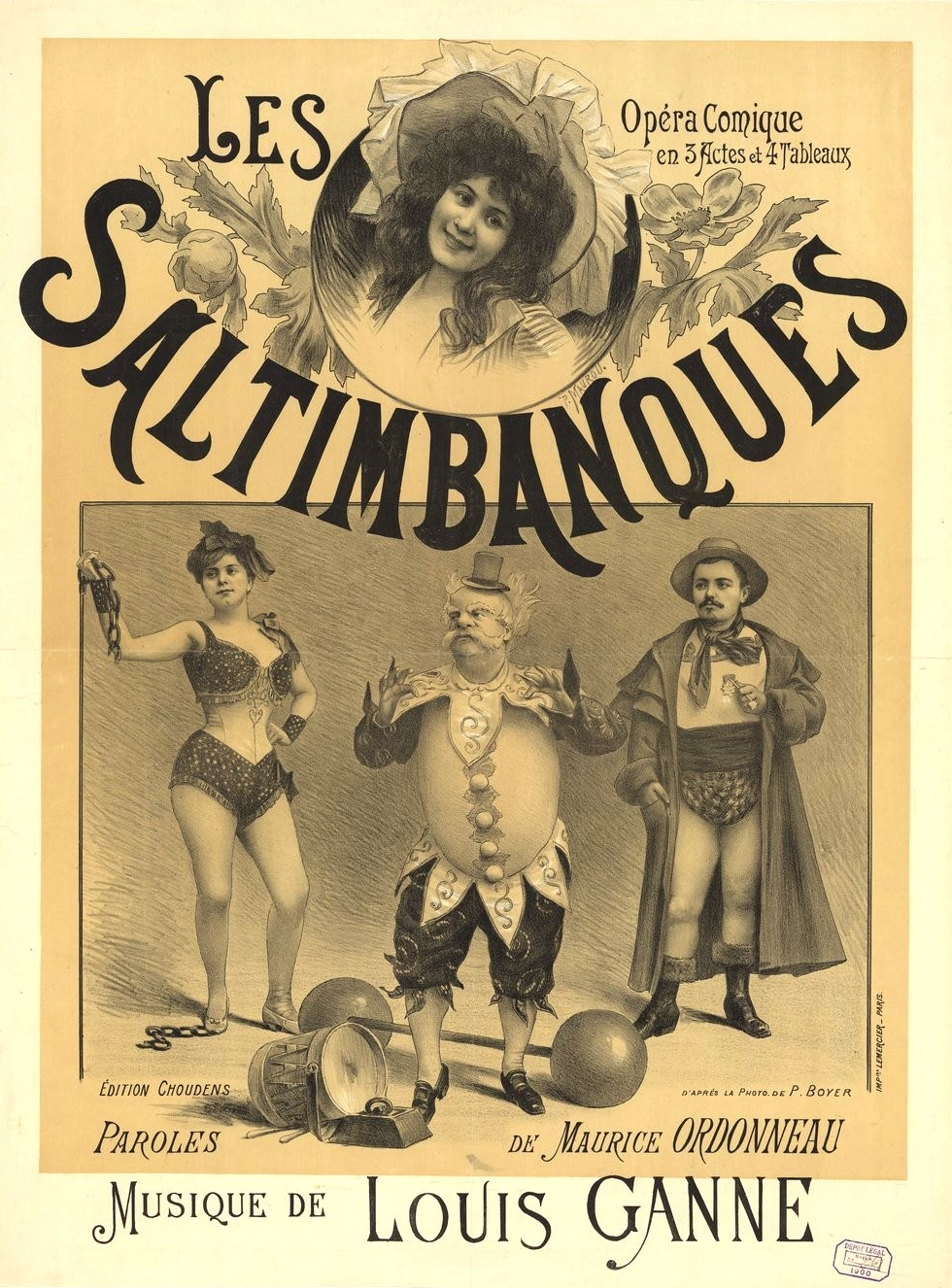
『曲芸師たち』の初演時のポスター

『曲芸師たち』（きょくげいしたち、フランス語: Les Saltimbanques）は、ルイ・ガンヌ作曲の全3幕のオペレッタ（オペラ・コミック）で、1899年 12月30日にパリのゲテ座にて初演された。『軽業師たち』、『辻芸人』、『大道芸人』などとも表記される。本作はガンヌの代表作で、サーカス生活の楽しさと悲しさを折り込んだ作品。

## 概要

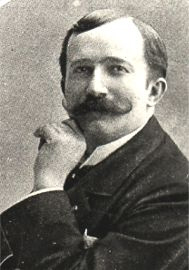
ルイ・ガンヌ

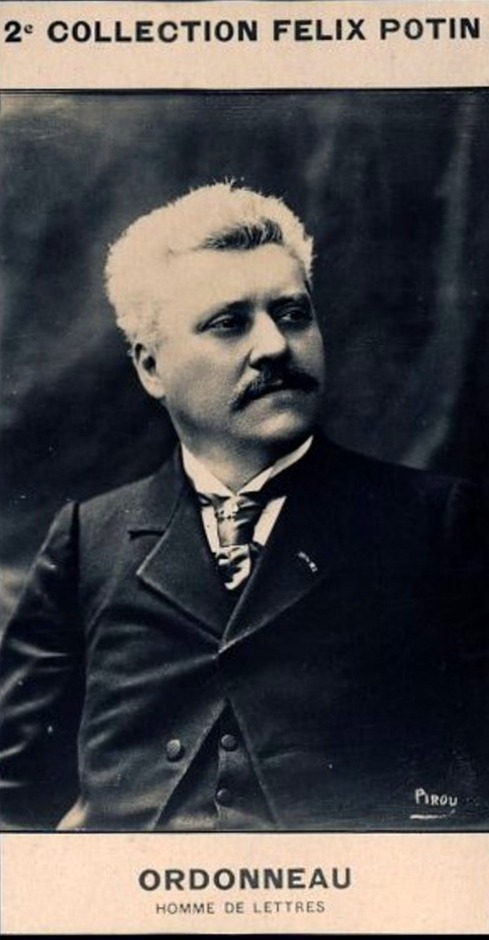
モーリス・オルドノー

このオペレッタはガンヌの最初に成功した作品で、ある意味でサーカスで生業を立てるロマの人々への讃歌となっており、彼らの喜びや悲しみ、栄華や嫉妬などを描いている。
本作にはルイ・ガンヌによってマリトゥルヌ・サーカスの世界、パレード、アクロバット、口上、サーカスの楽隊が舞台に持ち込まれた。本作のシュザンヌはアンブロワーズ・トマの『ミニョン』のミニョンに似ていなくもない。本作では「行きなさい、優しい兵隊さん」（Va gentil soldat ）、「憐れな人々を慰めるのは愛である」（C’est l’amour ）の2曲が特に有名である。
本作は19世紀の末期にあり、輝かしい成功を収めた。フランス・オペラの偉大な1ページを飾っている。一言でいえば、モーリス・オルドノー（Maurice Ordonneau）のリブレットは甘美な愛の物語を語り、ガンヌの旋律は感傷的な色彩のもとに詩想と生気に満ちており、ベル・エポック期の嗜好に合っていた。
この時期はロベール・プランケットが『お守り』で成功し、彼の主要な2作品『コルヌヴィルの鐘』と『シュルクフ』のリバイバルが好調だったものの、オペレッタというジャンルそのものは危機に瀕していた。しかし、本作は好評を得て、すぐに100回の上演を達成した。本作はガンヌの特質となった軍楽風のリズムが用いられた「行きなさい、優しい兵隊さん」がとりわけ好評であった。
日本では2005年 7月12日から7月31日まで22回にわたって大須演芸場にて大須オペラにより上演されている。指揮は宮脇泰、演出は岩田信市、演奏はシアター管弦楽団であった。

## 登場人物
| 人物名                             | 原語                   | 声域     | 役柄                        | 初演時のキャスト     |
| ---------------------------------- | ---------------------- | -------- | --------------------------- | -------------------- |
| シュザンヌ                         | Suzanne                | ソプラノ | 一座の最年少の娘 歌手、孤児 | ジャンヌ・ソリエ     |
| パイヤース                         | Paillasse              | テノール | 道化師                      | ポール・フュジェール |
| マリオン                           | Marion                 | ソプラノ | 一座の若い女                | リーズ・ベルティ     |
| マリコルン                         | Malicorne              | バリトン | サーカス団の団長            | ヴォティエ           |
| アンドレ                           | André de Langeac       | バリトン | 士官                        | エティエンヌ・ペラン |
| グラン・パングワン                 | Grand Pingouin         | バス     | 力持ち、レスラー            | リュシアン・ノエル   |
| エティケット伯爵                   | Le Comte de Etiquettes | テノール | 城主                        | ベルナール           |
| ベルナルダン夫人                   | Mme Bernardin          | ソプラノ | －                          | ジェーン・エヴァンス |
| 合唱：サーカスの人々、兵士たち、他 |                        |          |                             |                      |

## 演奏時間
第1幕：約55分、第2幕：約40分、第3幕：約30分　合計：約2時間5分

## あらすじ
物語の舞台：ヴェルサイユおよびノルマンディー地方のベカンヴィル

### 第1幕

#### 第1場
ヴェルサイユの近郊に設営された大曲馬団のテントの中

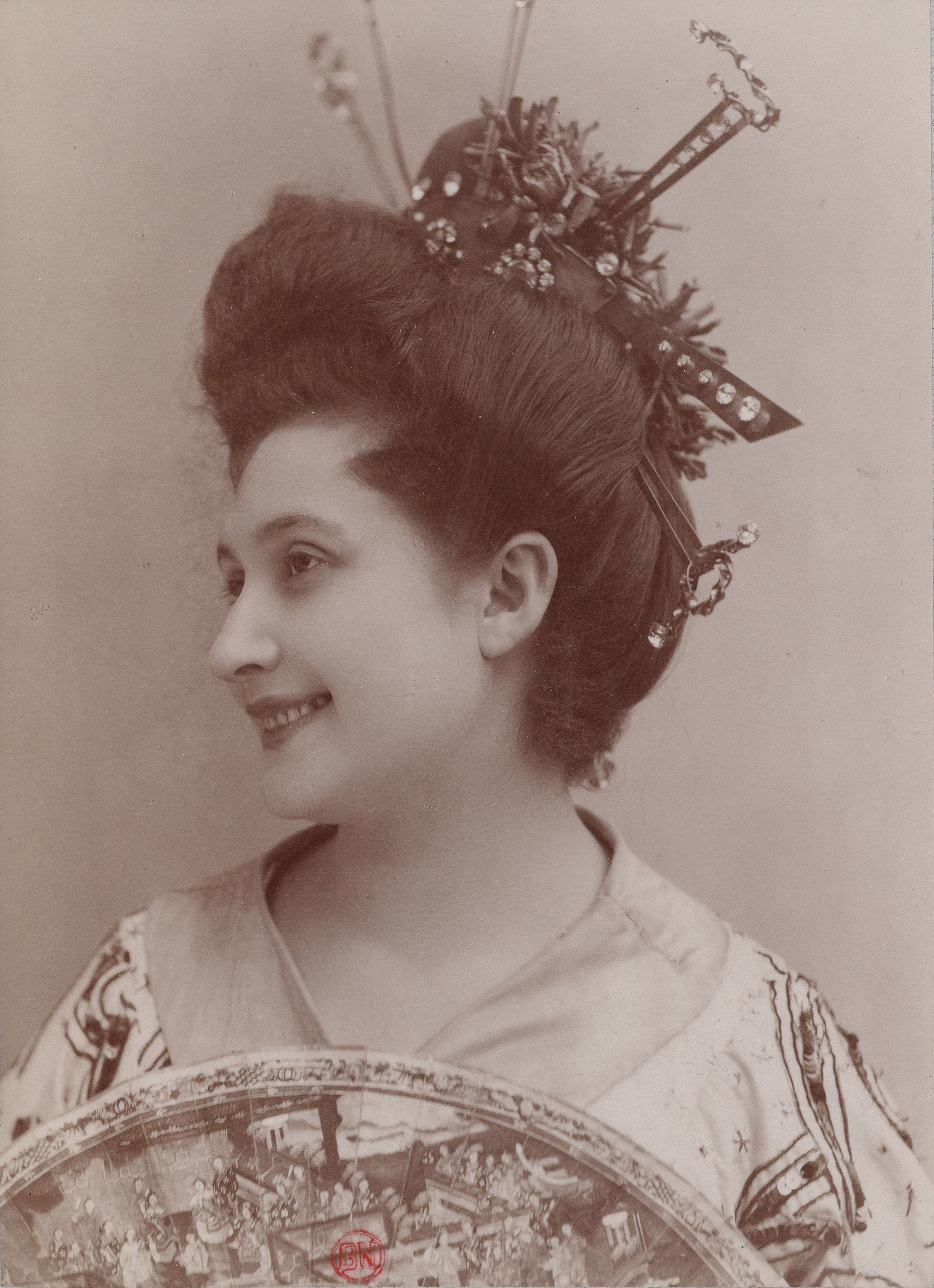
シュザンヌを創唱したジャンヌ・ソリエ

曲芸師たちが煮えている鍋の周りに集まって、「鍋を囲んで」（Auprès de la marmite ）と合唱している。そこに、団長のマルコリンがやって来て、さっさとサーカスの準備に掛れと皆を叱咤し、マリオンを呼びつけるが、彼女の姿はない。団長はマリオンが一座の力持ちグラン・パングワンと雑談しているのを見つけると、サーカスの女は市民権などないのだから、結婚なんて考えるなと言う。そこに、古参の道化師であるパイヤースがやって来て、シュザンヌを探すが、姿が見えない。マルコリンはシュザンヌが馬車の中で昼寝をしていたのを思い出すと、彼女を叩き出す。パイヤースが転がり落ちて来るシュザンヌを抱きとめて、団長、これは余りに酷いじゃないかとシュザンヌを庇う。団長は自分が預かった娘だから、自分が厳しく躾てやるのだと言う。パイヤースがそれでも酷すぎると言う。シュザンヌは「何故そんなに私のことをかまうの」（Pourquoi vous occuper de moi ?）と歌う。テントの中にサーカスを見に来た観衆が集まって来る。マリオンはかつて女中として働いていた所の主人ヴァラングッション男爵とぱったりと出会う。男爵は美しく成長したマリオンに驚き、魅了されるが、マリオンは彼をあしらって〈クプレ〉「空威張りをしないで」（Fais pas l’flambard ）を歌い、追い払う。シュザンヌが一人になると、彼女をつけて来た3人の士官たち姿を現して、2人が口づけをさせてくれと言い出すので、最も紳士的なアンドレに助けを乞う。アンドレは仲間の無礼な要求を詫びるとアンドレとシュザンヌの出会いの〈二重唱〉「お嬢様、お願いします」（Mademoiselle, je vous prie）となる。アンドレが投げキッスをして、立ち去ると、シュザンヌにはアンドレが忘れられない存在となる。

#### 第2場
フォラン劇場
マリコルンが一座のメンバーを紹介すると、メンバーたちは順番に芸を披露して行く。シュザンヌは〈ヴィラネル〉「羊飼いの娘コリネット」（La bergère Colinette）を歌う。歌い終わってお金を集めに回ると、二人の士官が花束を捧げ、アンドレのお金を財布ごとすべて渡そうとする。シュザンヌはそれは受け取れないと言う。マリコルンが駆けつけて来て、頂いておきなさいと助言するが、彼女は頑なに拒絶する。そして、貰った花束から花を一輪だけ引き抜いて、彼らに与える。そこに、男爵がマリオンを訪ねて来ると、彼女を口説き始める。マリオンはこの場をパングワンに見られるとまずいと思い、もしパングワンが来たら、シュザンヌに会いに来たと言うように頼む。すると、運悪くパイヤースが来てしまう。男爵は言われた通り、シュザンヌに会いに来たと言ってしまう。パイヤースはあの娘はまだ子供、お前は不道徳な奴だと罵倒し、尻を蹴る。さらに、パングワンが現れると、男爵はマリオンに会いに来たと言ってしまう。パングワンも怒って「サーカス一座のものは皆真面目なのだ。妙なことをしに来るな」と言い、力を込めて男爵の尻を蹴る。マリオンに近づけなくなった男爵はシュザンヌに口説く対象を変更する。ちょうど、目の前に現れたシュザンヌに声を掛けて、強引にキスしようとすると、彼女は怒って、平手打ちを喰らわせる。団長が駆け寄って来て、シュザンヌにお客様に謝るよう言うが、彼女はきかない。短気な団長はシュザンヌをあっさりと解雇してしまう。これを見た、パイヤースとパングワンはそれなら俺たちも一緒にやめてやると言い出す。マリオンも「ロンドの調子で愛は風に乗って」（C’est l’amour qui flotte dans l’air à la ronde）を歌って、音頭を取り、皆もその歌に声を合わせ、一座を去って行く。

### 第2幕
ノルマンディーのベカンヴィル村の広場

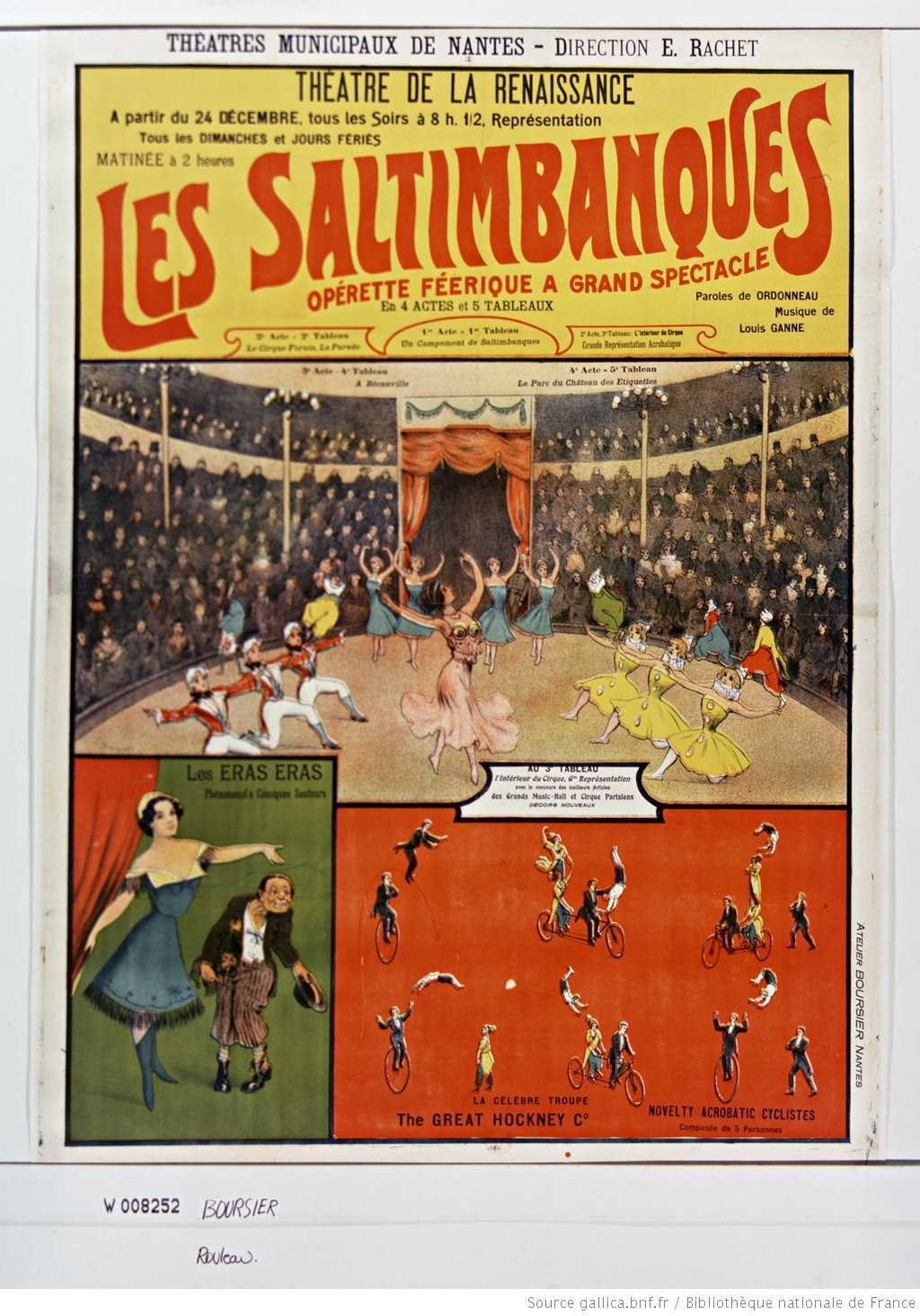
『曲芸師たち』の初演時のポスター

旅館〈コック・ドール〉で皆が集まって酒を飲みながら、歌っている。旅館の主人とエティケット伯爵の執事ベルティアールが伯爵とベルナルダン夫人の情事の噂話をしていると、当の夫人伯爵と共に現れる。この日は村の音楽コンクールが開催される予定であり、審査員長のベルナルダンの疑義を招かないように、二人は逢瀬の時間を決めるのに、伯爵の指揮する合唱の拍子で決めることにしていた。当初、伯爵は三拍子で振るが、途中でコンクールが3時半までかかると聞き、急きょ四拍子に切り替える。そこに、椅子の修理人となったパイヤースと歯抜き師となったパングワン、街の歌い手となったシュザンヌ、そして、手相占い師となったマリオンが現れる。

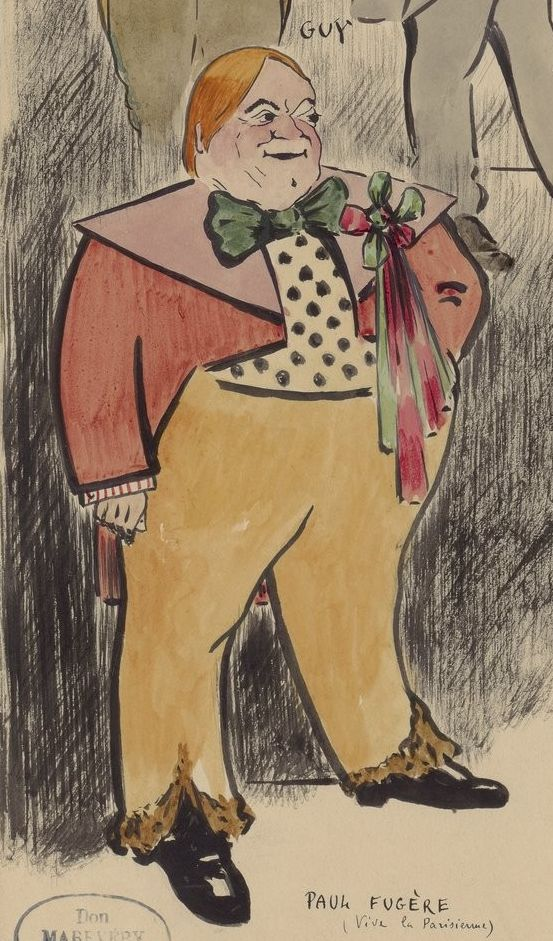
パイヤースを創唱したポール・フュジェール

4人は借金を残したまま一座を去り、放浪していたのだった。この間に、マリオンとパングワンは良い仲になったが、パイヤースはシュザンヌに全く相手にされなかったので、彼女を諦め、彼女の将来の結婚のために、僅かながら資金を貯めてやることにしていた。パイヤースとパングワンは仕事を探し、シュザンヌは買い物に出かける。すると、アンドレが小隊長になり、兵士を率いて軍隊風の〈シャンソン〉「行け、優しき兵士」（Va gentil soldat）を歌いながらやって来る。彼はここの城主エティケット伯爵に挨拶に来たのだが、偶然シュザンヌと出会ったのである。二人は共に再会を喜び、愛を告白し合い、〈二重唱〉「微笑ましき春の優しい花」（Tendre fleur du riant printemps）となる。アンドレはどんなことがあっても君と結婚すると誓う。二人が再会を約束して立ち去ると、旅館から団長のマリコルンが妻と一緒に出て来て、これではサーカス一座も解散だと嘆く。
そこに、手相占い師に扮したマリオンが現れ、彼の手相を見てやる。マリオンがマリコルンの過去を的確に述べるので、彼はマリオンを信用し、借金を残して一座から逃亡した4名を逮捕させたいのだが、彼は今何処にいるのだろうかと問う。彼女はその4人は港の方向に逃げ、船に乗る前に捕らえよとデタラメを言い、多額の占い料を受け取る。マリコルンが立ち去ると、彼女は仲間たちにこのことを伝える。そこに、旅館の主人が現れ、イタリアから来るはずのアクロバットの団体、10名が荷物だけは届いているのに、人間が一向にやって来ないと嘆く。4人は早速、「それは自分たちだ」（C’est nous les Gigoletti ）と言い、旅館の中に入り込み、アクロバットの衣装に着替える。団長が戻って来て、警察の行動は全く遅いと不平を漏らす。そこに、先ほどの4人組が現れるが、変装しているので、団長は彼らに気づかない。ところが、不運にも本物のイタリアのアクロバットの一座が到着する。しかし、彼らはフランス語が全く話せないので、4人は上手くごまかし、危機を切り抜ける。だが、サーカスが始まってしまい、4人は何かアクロバットを披露しなければならなくなるが、全くアクロバットができないので、嘘がばれてしまう。団長は激怒し、警察署長を呼び、彼らを逮捕させようとする。そこに、エティケット伯爵が現れ、4人の借金を代理で返済してやる。そして、彼はサーカス一座の全員を城に招待するのだった。

### 第3幕
エティケット伯爵の城の庭園
皆が城内に入って来る。アンドレとシュザンヌは伯爵に、この結婚に反対するアンドレの伯父リバン侯爵を何とか説得するように頼む。伯爵は協力することを約束し、アンドレと共に出て行くと、パイヤースが現れ、城の支配人に雇ってもらえたと喜ぶ。定職ができたので、シュザンヌに求婚する。しかし、シュザンヌは人の良い彼に本当のことを言えないまま、立ち去る。そこに、マリオンとパングワンがやって来て、マリオンが〈アリア〉「貴方の思い上がった夢を諦めて」（Renonce à ton rêve orgueilleux ）と歌い、アンドレに残念な真実を伝える。庭園では、招待客を前に様々な芸が披露される。シュザンヌは「羊飼いの娘コリネット」を歌う。すると、それを見ていたベルナルダン夫人が立ち上がり、昔自分が歌っていたのと同じ調子で歌うのは、自分の娘に違いないと呟き、団長に確認を取る。そして、ベルナルダン夫人はシュザンヌを呼んで、貴女は自分とエティケット伯爵の娘だと打ち明ける。そこに、リバン侯爵が現れ、シュザンヌとアンドレの結婚を許し、幕となる。

## 主な全曲録音
| 年   | 配役 シュザンヌ マリオン パイヤース アンドレ グラン・パングワン マリコルン                                                      | 指揮者 管弦楽団および合唱団                                                                 | レーベル                     |
| ---- | --- | ------------------------------------------------------------------------------------------- | ---------------------------- |
| 1954 | ジャニーヌ・ミショー ジュヌヴィエーヴ・モワザン レイモン・アマード ローベル・マサール ミシェル・ルー マルセル・シャルパンティエ | ピエール・デルヴォー 管弦楽団 合唱団                                                        | CD: Accord EAN:0028946586822 |
| 1968 | マディ・メスプレ エリアーヌ・リュブラン レイモン・アマード クロード・カレス ドミニク・ティルモン ジャン＝クリストフ・ブノワ     | ジャン=ピエール・マルティ （Jean-Pierre Marty） コンセール・ラムルー パリ・コミック座合唱団 | CD: EMI EAN:0724357407922    |